# Hugo Lederer
 (juin 2024).
 (juin 2024).
La mise en forme du texte ne suit pas les recommandations de Wikipédia : il faut le « wikifier ».
Les points d'amélioration suivants sont les cas les plus fréquents. Le détail des points à revoir est peut-être précisé sur la page de discussion.
- Les titres sont pré-formatés par le logiciel. Ils ne sont ni en capitales, ni en gras.
- Le texte ne doit pas être écrit en capitales (les noms de famille non plus), ni en gras, ni en italique, ni en « petit »…
- Le gras n'est utilisé que pour surligner le titre de l'article dans l'introduction, une seule fois.
- L'italique est rarement utilisé : mots en langue étrangère, titres d'œuvres, noms de bateaux, etc.
- Les citations ne sont pas en italique mais en corps de texte normal. Elles sont entourées par des guillemets français : « et ».
- Les listes à puces sont à éviter, des paragraphes rédigés étant largement préférés. Les tableaux sont à réserver à la présentation de données structurées (résultats, etc.).
- Les appels de note de bas de page (petits chiffres en exposant, introduits par l'outil «  Source ») sont à placer entre la fin de phrase et le point final[comme ça].
- Les liens internes (vers d'autres articles de Wikipédia) sont à choisir avec parcimonie. Créez des liens vers des articles approfondissant le sujet. Les termes génériques sans rapport avec le sujet sont à éviter, ainsi que les répétitions de liens vers un même terme.
- Les liens externes sont à placer uniquement dans une section « Liens externes », à la fin de l'article. Ces liens sont à choisir avec parcimonie suivant les règles définies. Si un lien sert de source à l'article, son insertion dans le texte est à faire par les notes de bas de page.
- La présentation des références doit suivre les conventions bibliographiques. Il est recommandé d'utiliser les modèles {{Ouvrage}}, {{Chapitre}}, {{Article}}, {{Lien web}} et/ou {{Bibliographie}}. Le mode d'édition visuel peut mettre en forme automatiquement les références.
- Insérer une infobox (cadre d'informations à droite) n'est pas obligatoire pour parachever la mise en page.

Pour une aide détaillée, merci de consulter Aide:Wikification.
Si vous pensez que ces points ont été résolus, vous pouvez retirer ce bandeau et améliorer la mise en forme d'un autre article.
Pour les articles homonymes, voir Lederer.
Hugo Lederer, né le 16 novembre 1871 à Znaïm (margraviat de Moravie) et mort le 1er août 1940 à Berlin (Allemagne), est un sculpteur allemand, artiste de l'Art nouveau et professeur d'art.

## Biographie
Hugo Lederer fréquente l'école professionnelle de la céramique de Znaïm entre 1884 et 1888.
Il intègre en 1891 l'atelier du sculpteur Johannes Schilling à Dresde, puis en 1892  celui de Christian Behrens à Breslau, et de Robert Toberentz à Berlin en 1893. En 1895, il devient sculpteur indépendant et s'installe à Berlin.
Il est membre de l'Académie prussienne des arts de Berlin à partir de 1909 et jusqu'à sa mort en 1940.
Après la Première Guerre mondiale, il succède en 1919 à Ernst Herter à la tête de l'Académie des arts, charge qu'il assume pendant l'entre-deux-guerres jusqu'en 1936 et en juillet 1920, il anime un atelier de maître.
L'œuvre qui lui vaut une renommée importante est la statue monumentale de Bismarck (15 mètres de hauteur) pour la ville de Hambourg réalisée en 1906 en collaboration avec l'architecte Emil Schaudt, connue sous le nom de monument de Bismarck. Il est également le créateur de la statue équestre de Frédéric III à Aix-la-Chapelle, du monument Liszt à Weimar, de la fontaine Fechterbrunnen dans la cour de l'université de Breslau et de nombreux bustes. Il crée le Mémorial aux morts à la guerre (Denkmal für die Gefallenen) pour l'Université de Berlin, qui est inauguré en juillet 1926.
Il eut comme élèves les sculpteurs Josef Thorak, Emy Roeder, Gustav Seitz, Hans Mettel et Katharina Heise, qui, pour la plupart, furent pourchassés ou persécutés par le régime nazi pour pratique d'art dégénéré. Hugo Lederer, lui-même, n'eut plus de commande de la part du régime hitlérien à partir de 1933.
Fatigué et malade, il meurt le 1er août 1940 à Berlin.

## Galerie d'œuvres

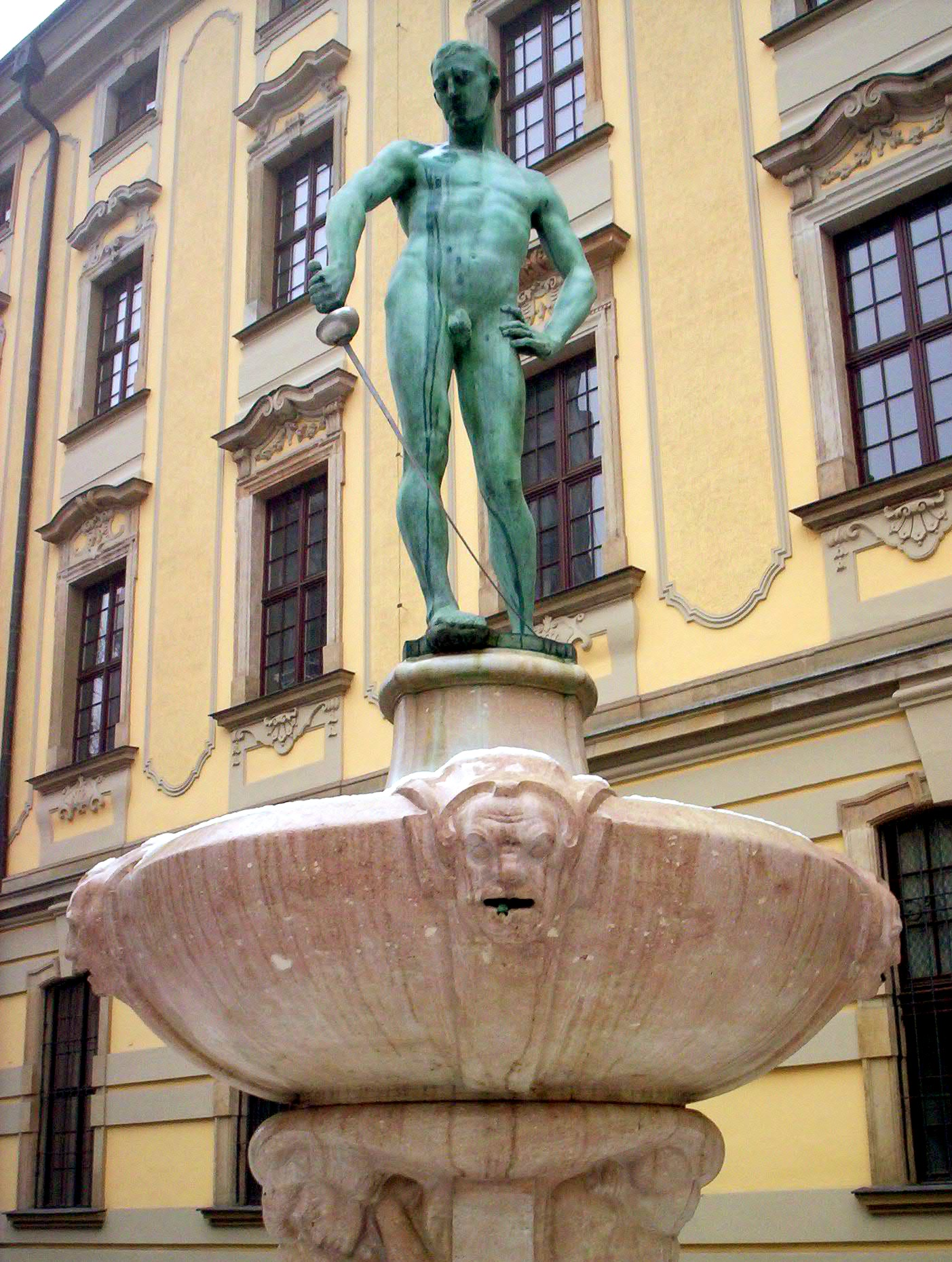
Fechterbrunnen à Wrocław (1901-1904)
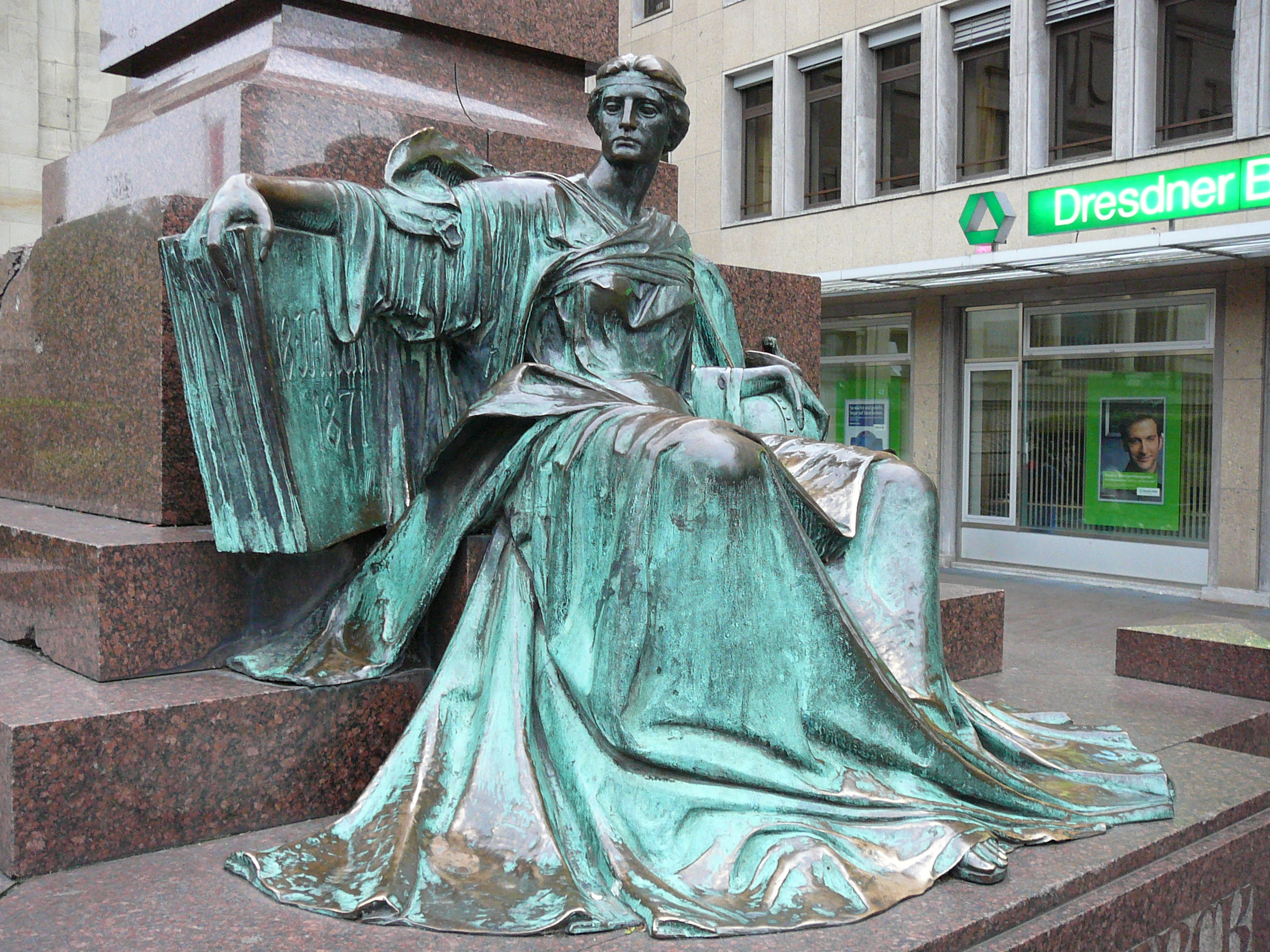
Clio aux pieds d'Otto von Bismarck à Wuppertal (1900)
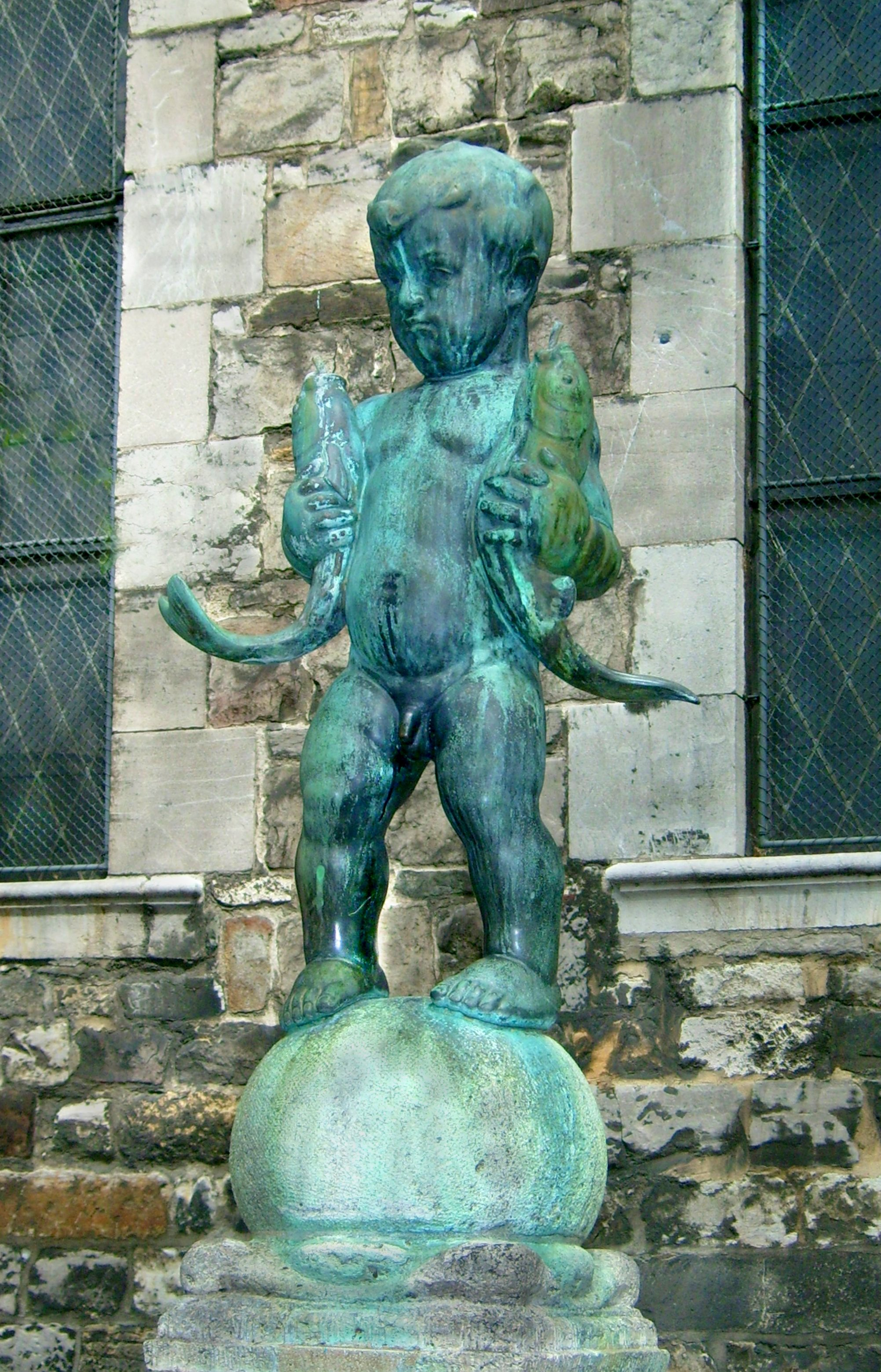
Statue à Aix-la-Chapelle
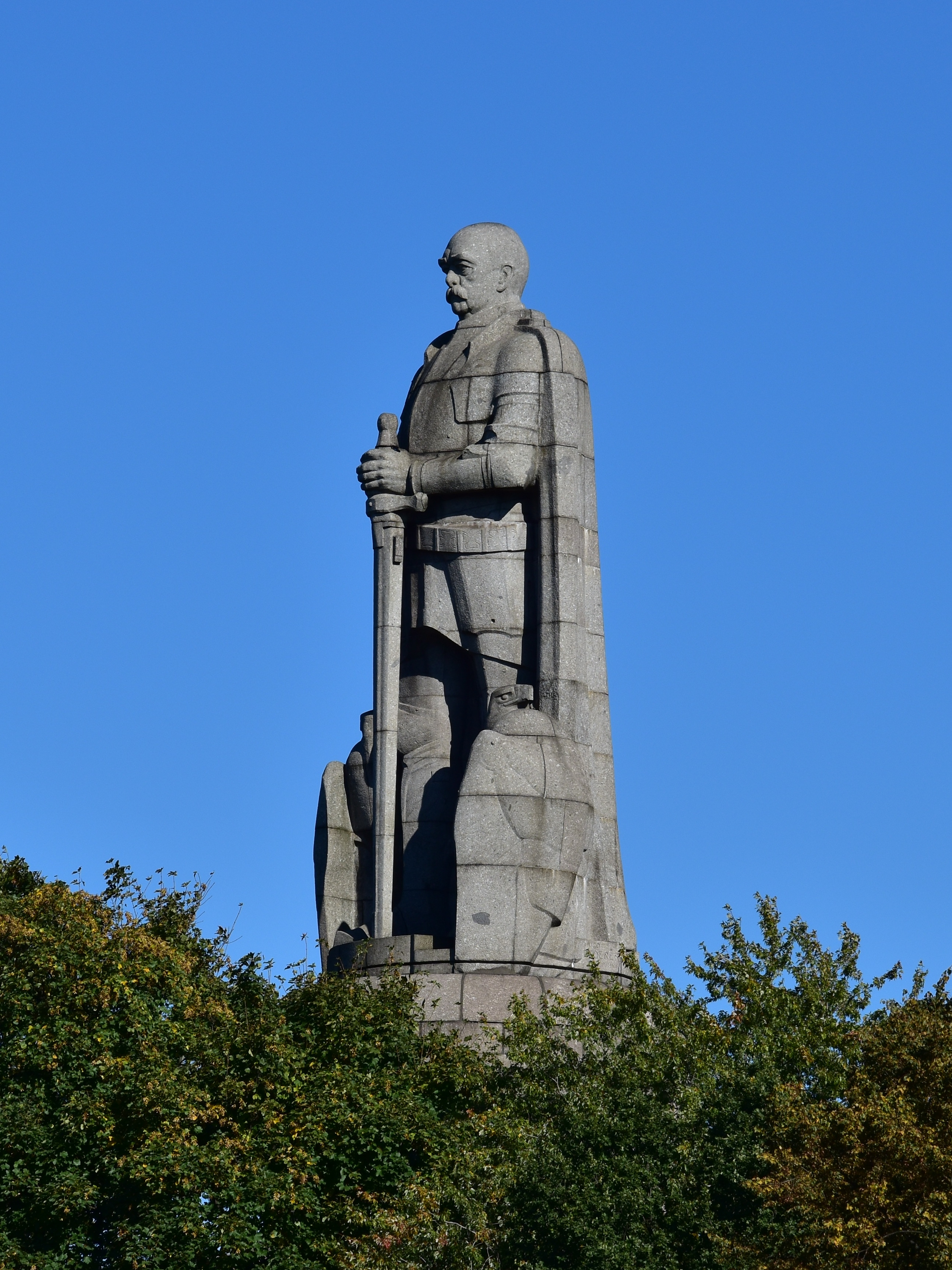
Monument de Bismarck à Hambourg (1902-1906)